# Got Me Going
Got Me Going é o primeiro single de Day26, um grupo americano formado por seis meninos de descêndencia afro-americana.
O single foi produzido por Diddy e estreou em sexto lugar no TRL.